# 알렉시아스

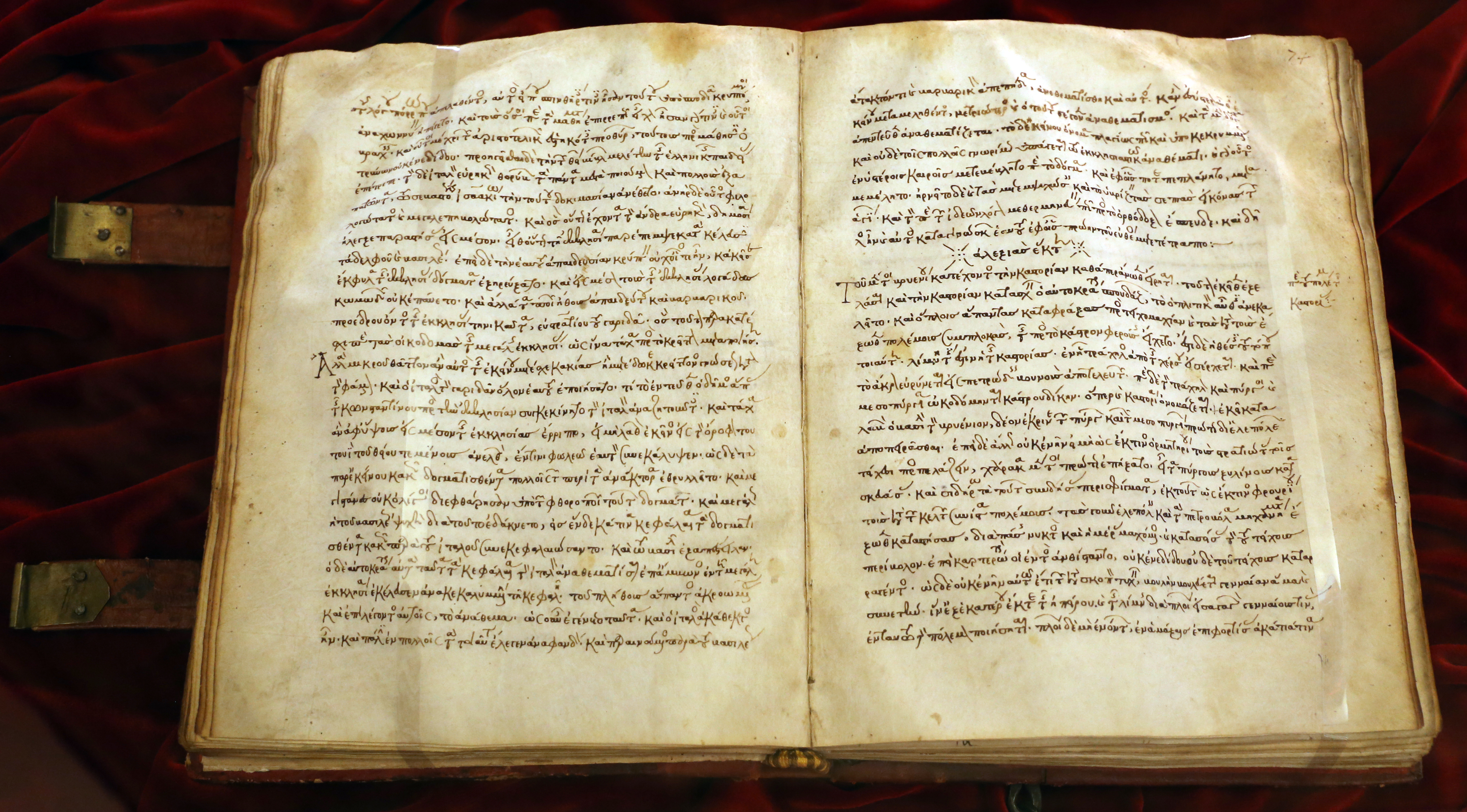

《알렉시아스》(그리스어: Ἀλεξιάς)는 비잔티움 제국 황제 알렉시오스 1세의 딸 안나 콤네네가 쓴 역사서로, 알렉시오스 1세 치세의 내용이다. 비잔티움 제국의 입장에서 본 십자군 전쟁과 서유럽의 비잔티움 제국 침공에 대한 내용이 주를 이룬다. 로베르토 기스카르와 보에몽의 침략 당시 알렉시오스 1세가 그들과 싸운 내용, 객관적으로 본 십자군등으로 귀중한 자료가 아닐 수 없지만 남성 우월주의와 서유럽의 왜곡 등으로 빛을 그다지 보지 못한 편이다. 또한 보에몽이 시체 흉내를 내며 비잔티움을 지났다는 기록은 보에몽에 대한 비잔티움 제국 사람들의 앙심으로 볼 때 진위여부가 의심되는 부분이기도 하다.

## 한국어 번역
2023년에 도서출판 히스토리퀸에서 번역 출간되었다.

## 같이 보기
- 동로마 제국
- 제1차 십자군